# Андрухів Вероніка Михайлівна
Вероніка Михайлівна Андрухів (нар. 5 травня 1996, Бурштин, Івано-Франківська область, Україна) — українська футболістка, нападниця збірної України.
П'ятиразова чемпіонка України.

## Клубна кар'єра
Народилася в місті Бурштин, Івано-Франківська область. Вихованиця прикарпатського футболу. Футбольну кар'єру розпочала в 2012 році в клубі першої ліги «Освіта-ДЮСШ-3» (Івано-Франківськ). 
Наступного року перейшла до іменитішого калуського «Нафтохіміка». У футболці «нафтохіміків» дебютувала 25 квітня 2013 року в прогрному (0:3) виїзному поєдинку першого туру Вищої ліги проти харківського «Житлобуду-1». Вероніка вийшла на поле в стартовому складі та відіграла увесь матч. Дебютним голом у футболці калуського клубу відзначилася 16 травня 2013 року на 90-й хвилині переможного (5:2) виїзного поєдинку 4-о туру Вищої ліги проти маріупольської «Іллічівки». Андрухів вийшла на поле в стартовому складі та відіграла увесь матч. У Вищій лізі зіграла 8 матчів, відзначилася 3-а голами.
Восени 2013 року приєдналася до «Житлобуду-2». У новій команді дебютувала 3 жовтня того ж року в переможному (2:1) домашньому поєдинку 13-о туру чемпіонату України проти «Донеччанки». Вероніка вийшла на поле в стартовому складі та відіграла увесь матч. Дебютними голами за харківську команду відзначилася 26 квітня 2014 року на 47-й та 59-й хвилинах переможного (7:0) виїзного поєдинку 2-о туру Вищої ліги проти «Атекс-СДЮШОР №16». Андрухів вийшла на поле в стартовому складі та відіграла увесь матч. У 2018 році посіла 4-е місце в номінаціях «Найкращий гравець чемпіонату України» та «Найкраща футболістка України».
У складі «Житлобуду-2» (який пізніше став носити назву «Ворскла») Вероніка Андрухів стала п'ятиразовою чемпіонкою України. В активі Андрухів більше 150-ти забитих м'ячів в офіційних матчах, тому вона входить до символичного клубу бомбардирів імені Світлани Фрішко.

## Кар'єра в збірній
Викликалася до дівочих збірних України U-17, U-18 та U-19 Міжнародний дебют — 20 жовтня 2012 року в переможному (6:0) домашньому поєдинку Дівочого чемпіонату Європи проти одноліток з Казахстану. Єдиним голом на міжнародному рівні за збірну України U-19 відзначилася 5 квітня 2014 року на 38-й хвилині програного (1:3) поєдинку проти одноліток з Бельгії.
З 2016 року виступає за головну жіночу збірну України. Дебютувала за національну команду 8 квітня 2016 року в переможному (2:0) домашньому поєдинку чемпіонату Європи проти збірної Албанії. Вероніка вийшла на поле в стартовому складі, а на 66-й хвилині її замінила Таміла Хімич.

## Досягнення
«Ворскла» / «Житлобуд-2»,
Вища ліга України:
- Чемпіон (5) 2016, 2017, 2020, 2023, 2024

Кубок України:
- Володарка (4) 2020, 2021, 2022, 2023